# Bygg-Olles hus
Bygg-Olles hus (även kallat C. A. Olssons hus) är ett hus i Sundsvalls stenstad, i korsningen Tullgatan - Storgatan.

## Historia
Byggmästaren Carl August "Bygg-Olle" Ollson köpte tomten 1898 av Emil Bredenbergs barn för att uppföra ett palats åt sig och sin familj.. Huset ritades Gustaf Hermansson. I mars 1902 fastställdes ritningarna och bygget stod klar två år senare.